# كارل بيرسون (مبارز)
كارل بيرسون (1888 – 4 أكتوبر 1976) هو مبارز بالسيف سويدي راحل، مثّل بلاده في الألعاب الأولمبية الصيفية 1912.

## روابط خارجية
كارل بيرسون على موقع أوليمبيديا (الإنجليزية)
- كارل بيرسون على موقع اللجنة الأولمبية السويدية (السويدية)